# 恶魔猪笼草
恶魔猪笼草（学名：Nepenthes diabolica）是一种印度尼西亚中苏拉威西省特有的热带食虫植物，分布于海拔2200-2300米的地区。其特征为具有异常发达的唇和捕虫笼上茂密的毛被。其特殊的唇与另一种仅分布于苏拉威西的钩唇猪笼草（N. hamata）最为近似。
恶魔猪笼草的种加词“diabolica”来源于拉丁文，意为“恶魔”，指其典型的红色下位笼和发达的唇齿。